# Auxelles-Haut
Auxelles-Haut – miejscowość i gmina we Francji, w regionie Burgundia-Franche-Comté, w departamencie Territoire de Belfort. W 2017 roku populacja ówczesnej gminy wynosiła 297 mieszkańców.

## Historia
W 1569 gmina Auxelles podzieliła się i w ten sposób powstały dwa ośrodki – Auxelles-Haut i Auxelles-Bas.